# Cataract Creek (Highwood River)
Der Cataract Creek (cataract englisch für „größerer Wasserfall“; creek für „kleinerer Fluss“) ist ein 33 km langer rechter Nebenfluss des Highwood River im Südwesten der kanadischen Provinz Alberta.

## Flusslauf
Der Cataract Creek entspringt auf einer Höhe von 2080 m an der Ostflanke der High Rock Range am Fuße des 2894 m hohen Mount Farquhar. Die High Rock Range bildet einen östlichen Gebirgszug der Kanadischen Rocky Mountains an der kontinentalen Wasserscheide. Der Cataract Creek fließt anfangs 3,5 km nach Norden. Anschließend wendet er sich in Richtung Ostnordost und durchschneidet mehrere in Nord-Süd-Richtung verlaufende Höhenkämme. Dabei nimmt er die Nebenflüsse Lost Creek, Cummings Creek, Wilkinson Creek rechtsseitig auf. Bei Flusskilometer 14,5 kreuzt die Forestry Trunk Road den Fluss. An dieser Stelle befindet sich ein Abflusspegel. Der Cataract Creek nimmt wenig später noch den Salter Creek rechtsseitig auf. Weiter östlich verläuft die Livingstone Range in Nord-Süd-Richtung. Der Cataract Creek biegt nun scharf nach Norden ab. Die letzten knapp 14 Kilometer durchfließt der Cataract Creek ein schmales Tal, das im Osten von der Livingstone Range flankiert wird. Der Cataract Creek mündet schließlich knapp 30 km westsüdwestlich von Longview in den nach Osten strömenden Highwood River, ein Nebenfluss des Bow River. Gegenüber der Mündung verläuft der Alberta Highway 541, der weiter westlich seine Fortsetzung im British Columbia Highway 40 findet.

## Hydrologie
Der Cataract Creek entwässert ein Gebirgsareal von etwa 233 km². Der mittlere Abfluss (MQ) bei Flusskilometer 14,5 beträgt 1,89 m³/s. Die höchsten Abflüsse treten gewöhnlich während der Schneeschmelze im Juni mit 9 m³/s im Mittel auf.